# قضية تجسس نيوز أوف ذه ورلد على الهواتف

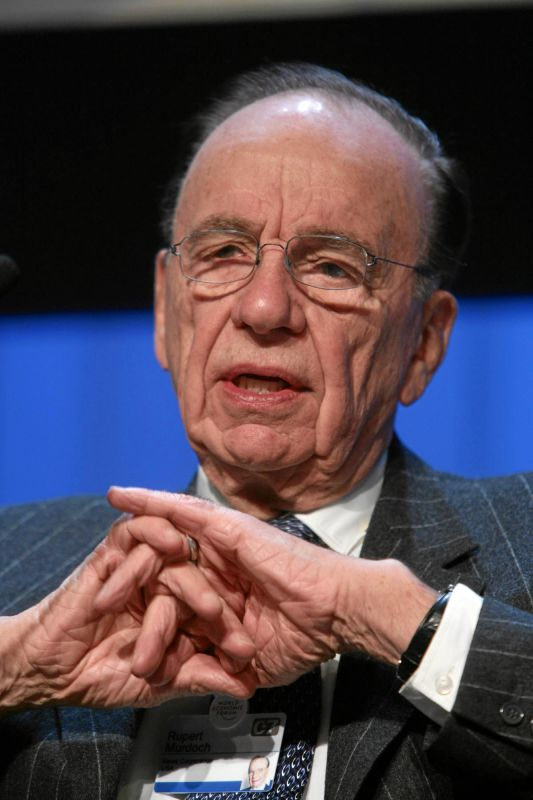

قضية تجسس نيوز كورپ على الهواتف، هي قضية قرصنة تورطت فيها صحيفة نيوز أوف ذه ورلد الأسبوعية، تنشرها في المملكة المتحدة، نيوزپاپرز عن نيوز إنترناشونال، أحد فروع نيوز كورپوريشن المملوكة لروپرت مردوخ. بدأت القضية عام 2005، ولا زالت حتى 2011.